# 구사량
초국공 구사량(楚國公 仇士良, 781년 ~ 843년 7월 23일(음력 6월 23일))은 당나라 후기의 환관으로, 자는 광미(匡美)이며, 순주(循州, 지금의 광동성 혜주시) 흥녕현 사람이다. 문종·무종 2대에 걸쳐 세도를 부린 권신으로, 특히 문종이 강권을 휘두르던 환관들을 전부 모살하고 그들에게서 권력을 되찾으려다가 실패한(감로의 변) 이후로 그 권력은 더욱 막강해졌다.

## 생애

### 배경과 초창기 벼슬길

#### 정사의기록
구사량은 순주(循州, 지금의 광동성 혜주시) 흥녕(興寧, 지금의 광동성 매주시의 현급시 흥녕시 북쪽) 출신으로 언제 태어났는지는 알 수 없다. 그가 언제 어떻게 환관이 되었는지는 알 수 없다. 구사량은 당 순종 연간에 순종의 태자 이순(李淳, 즉위 후 이순(李純)으로 개명)의 시종이 되었고, 그 해 연말에 이순이 황제의 자리에 오르자(당헌종), 그는 내급사(內給事)가 되었다. 후에 그는 평로군(平盧軍, 본부는 지금의 산동성 유방시에 있었다)·봉상(鳳翔, 본부는 지금의 섬서성 보계시에 있었다) 등 각 번진(藩鎭)들의 감군(監軍) 환관을 지냈다. 어느 날, 그와 어사 원진이 부수역(敷水驛, 지금의 섬서성 위남시의 현급시인 화음시에 있었던 역참)에 머물러 있을 때, 그와 원진은 역참의 안방을 사용할 권한이 누구에게 있는가를 놓고 다투었고, 그는 원진을 구타하여 부상을 입혔다. 이 폭행 사건이 있은 후, 원진의 상관인 어사중승 왕파는 어사와 중사(中使, 궁중에서 외부로 파견된 사자(使者). 즉, 대부분 환관을 가리킨다)가 같은 장소에 도착할 때마다 먼저 도착한 사람이 가장 먼저 안방에 자리를 잡아야 한다는 이전의 공식 방침에 따라 이 문제를 처리할 것을 건의하였다. 하지만 헌종은 구사량을 총애한 나머지, 이 문제를 더 자세히 조사해 보기는커녕 오히려 원진을 좌천시켜 버렸다. 이후 헌종의 남은 치세와 그의 아들 당 목종, 손자 당 경종의 치세를 거쳐가면서, 구사량은 내외오방사(內外五坊使)를 자주 역임하였다. 그는 백성들에게 가혹하게 대하여 부하들이 백성들을 자주 약탈하게 하는 일이 잦았다고 한다.
827년 새해 벽두에 경종은 그의 가혹한 기질에 분개한 환관들과 군관들에 의해 암살당하였다. 목종을 암살한 음모자들은 당초 목종의 동생인 강왕(絳王) 이오를 황제로 세우려고 하였지만, 또 다른 환관 무리들이 있었다. 이 환관 무리들은 추밀사(樞密使) 왕수징·양승화(楊承和)와, 환관들이 장악하고 있던 금군인 신책군(神策軍)의 두 지휘관들인 좌신책군(左神策軍) 호군중위(護軍中尉) 위종간(魏從簡)·우신책군(右神策軍) 호군중위 양수겸(梁守謙)이 이끌고 있었고, 당시 신책군의 우령군위(右領軍衛)장군이었던 구사량도 이 환관 무리에 속해 있었다. 이 환관 무리들은 음모자들을 공격하여 그들과 이오를 죽이고, 경종의 동생인 강왕(江王) 이함(李涵)을 황제로 세웠다(당 문종). 그러나 구사량이 이 역습에 가담하여 공을 세웠음에도 불구하고, 왕수징이 구사량을 탄압했기 때문에 구사량은 아무런 보상도 받지 못했고, 이때부터 구사량은 왕수징에게 앙심을 품었다.

#### 신도비의비명
당 선종 연간에 관료 한림학사(翰林學士) 정훈(鄭薰)이 지은 구사량의 신도비의 비명에 의하면, 구사량은 당덕종 연간 중의 781년에 해풍군(海豊郡, 순주) 흥녕현에서 태어났다고 한다. 그의 증조부 구상객(仇上客)은 내시성(內侍省) 내급사(內給事)를, 할아버지 구봉전(仇奉詮)은 내시성 내상시(內常侍)를 각각 역임하였다. 그의 아버지 구문성(仇文晟)은 생전에는 벼슬살이를 하지 않았으나, 사후 아들이 출세하면서 특진(特進)·좌감문위(左監門衛)장군에 추증되었다. 그가 언제, 어떻게 환관이 되었는지는 구체적으로 알 수 없지만, 신도비의 비명에 의하면 적어도 20대가 되기 전에는 환관이 되어 동궁에 들어갔다고 한다. 이후 환관이 된 그는 황태손 이순(李淳, 훗날의 당 헌종. 즉위 후 이순(李純)으로 개명)을 섬겼다고 한다.
구사량은 당 순종 연간에 액정국(掖庭局) 궁교박사(宮敎博士)에 제수되어 비어대(緋魚袋)를 하사받았다. 이후 당순종이 승하하고 태자 이순이 즉위하자(당 헌종), 구사량은 선휘공봉관(宣徽供奉官) 직함을 추가로 제수받아 자금어대(紫金魚袋)를 하사받았다.
원화 원년(806년) 윤6월 구사량은 산계로는 종5품 하계(下階) 조산대부(朝散大夫)에 서임되었고, 내시직으로는 내시성 내급사로 전임되었다. 선휘공봉관 직은 그대로 유지하였다. 그 해 10월에는 내시성 내상시에 제수되었고, 나머지 관직은 그대로 유지하였다.
원화 3년(808년) 구사량은 본 관직으로는 내외오방사(內外五坊使)에 보직되었고, 얼마 되지 않아 선휘공봉관(宣徽供奉官)으로 전임되었다.
원화 5년(810년) 구사량은 환관 좌신책군(左神策軍) 호군중위(護軍中尉) 토돌승최를 따라, 절도사직 임명과 세습을 주장하며 당헌종의 번진(藩鎭) 정책에 반항하던 군벌인 성덕군(成德軍, 본부는 지금의 하북성 석가장시에 있었다)의 왕승종 토벌 작전에 종군하였다. 이때 구사량은 왕승종과 비밀리에 내통하여 당나라 정부군의 군사행동을 방해하던 군벌인 소의군(昭義軍, 본부는 산서성 장치시에 있었다) 절도사 노종사(盧從史)를 토돌승최가 계략을 써서 사로잡는 작전에 참여하였다.
원화 10년(815년) 구사량은 산계로는 종3품 태중대부(太中大夫)에 서임되었고, 본 관직으로는 내시성 내상시에 임명되었다. 얼마 되지 않아, 그는 본 관직이 평로군(平盧軍, 본부는 지금의 산동성 태안시에 있었다) 감군사(監軍使)로 보직되어 장안을 떠나게 되었다.
원화 11년(816년) 구사량은 헌종의 칙명을 받고 장안으로 복귀하여 본 관직으로는 회남서도(淮南西道) 행(行) 선위사(宣慰使)에 보직되었다. 내시직으로는 종전대로 선휘공봉관 직을 유지하였다. 이때 당나라 조정에 맞서 반란을 일으킨 군벌인 창의군(彰義軍, 본부는 지금의 하남성 주마점시에 있었다)의 오원제 토벌 작전에 참여한 것으로 보인다.
원화 15년(820년) 구사량은 산계로는 종3품 운휘(雲麾)장군에 서임되었고, 본 관직으로는 우감문위(右監門衛)장군으로 전임되어 내외오방사에 보직되었다. 동시에 상주국(上柱國)의 칭호를 받고 남안현(南安縣) 개국남(開國男)에 책봉되어 식읍 300호(戶)가 주어졌다. 그 해 겨울에는 정3품 관군대장군(冠軍大將軍)으로 품계와 산계가 승진되었다.
그 후, 헌종의 뒤를 이어 즉위한 그의 아들 목종의 장경 연간 초에 목종이 오방사를 철폐하면서 구사량은 해당 직책에서 해임되었다. 이때 작위가 남안현 개국자로 승격되었다가 얼마 되지 않아 남안현 개국후로 승격되었고, 식읍 1,000호가 주어졌다. 선휘공봉관 등 나머지 기존의 직함들은 모두 종전대로 유지하였다.
장경 2년(822년) 구사량은 봉상(鳳翔, 본부는 지금의 산시성 바오지시에 있었다) 감군사에 제수되었다. 이와 동시에, 그는 남안현 개국공으로 작위가 승격되었고, 식읍 1,500호가 주어졌다.
그 후, 구사량은 목종의 뒤를 이어 즉위한 그의 장남 경종 치세인 보력 2년(826년)에 장안으로 복귀하여 선휘봉공관이 되었다. 이와 동시에 남안군 개국공으로 작위가 승격되었고, 식읍 2,000호가 주어졌다. 그러다가 얼마 지나지 않아 무창군(武昌軍, 본부는 지금의 호북성 무한시에 있었다) 감군사 직에 제수되었다. 그는 재직 중에 무창군 절도사 우승유로부터 극진한 예우를 받았다고 한다.
그 후, 경종의 뒤를 이어 즉위한 그의 동생 문종 치세인 대화 원년(827년) 구사량은 다시 장안으로 복귀하여 선휘공봉관이 되었다가, 내시성 내방령(內坊令, 태자궁의 궁내 사무를 관리하는 내시성 소속 관서인 내방국(內坊局)의 수장)으로 전임되었다. 얼마 되지 않아, 그는 우신책군(右神策軍) 부사(副使)에 제수되었다.
대화 2년(828년) 구사량은 우령군위(右領軍衛)장군·내외오방사로 승진하였다.
대화 6년(832년) 구사량은 정식으로 내시성 지성사(知省事)에 제수되었다.
대화 7년(833년) 구사량은 대영고사(大盈庫使, 당나라 황제의 개인 보물창고 관리 담당관)로 전임되어 염방(染坊, 피복과 옷감의 염색을 담당하는 관서)의 사무도 겸무하게 되었다. 내시성 지성사 직은 그대로 유지하였다. 후에 그는 우비룡사(右飛龍使, 황제의 마구간 관리 담당관)로 전임되었다.

### 당 문종연간

#### 감로의 변이전
대화 9년(835년) 당시, 문종은 근신(近臣)인 관료 이훈·정주와 함께 강력한 환관들을 학살할 것을 계획하고 있었다. 특히 그들은 먼저 환관들 중에서도 가장 강력한 왕수징을 노리기 시작하였다. 왕수징과 구사량이 사이가 좋지 않다는 것을 알아낸 이훈과 정주는 문종에게 구사량을 발탁하여 왕수징의 권력을 분산시키고 그들 두 환관이 서로 배척하도록 만들 것을 건의하였다. 그 해 5월 21일(6월 20일), 문종은 구사량을 좌신책군 호군중위로 발탁하였다. 그러자 왕수징은 불쾌해하였다. 하지만 결국 그는 명목상 지위는 높았으나 사실상 실권이 없는 한직으로 밀려나면서 실권을 박탈당하였다. 그 해 10월, 황궁 내에서 새로 지은 자운루(紫雲樓) 채하정(彩霞亭)의 현판을 곡강지(曲江池)로 내왔다. 이때 구사량은 여러 연기자들을 인솔하고 은대문(銀臺門)에서 이를 맞이하였다. 같은 달 10월 9일(11월 3일), 문종은 환관 이호고(李好古)를 보내어 왕수징에게 짐주를 하사하였고, 왕수징은 그날로 독살당하였다.

#### 감로의 변
하지만 왕수징의 죽음은 문종이 이훈·정주와 함께한 계획의 극히 일부분에 불과했다. 왕수징이 실권을 박탈당한 것을 전후로 하여 정주는 봉상절도사로 전출되었고, 이훈은 재상이 되었다. 그들은 왕수징의 장례식을 틈타 구사량 등 환관들을 한 곳에 모이게 한 뒤, 당시 봉상절도사였던 정주의 군대를 동원하여 환관들을 학살할 것을 모의하였다. 그러나 문종과 정주는 이훈이 이때 정주를 시기하기 시작하였고, 그 대신 자신이 정주보다 먼저 공을 차지하려고 자신의 측근들인 빈녕(邠寧, 본부는 지금의 섬서성 함양시에 있었다)절도사 곽행여(郭行餘)·하동(河東, 본부는 지금의 산서성 태원시에 있었다)절도사 왕번(王璠)·경조부 소윤(少尹) 나립언(羅立言)·좌금오위(左金吾衛)대장군 한약(韓約)·어사중승 이효본(李孝本) 등이 지휘하는 군대를 소집하여 먼저 환관들에 대한 학살부터 감행하고, 이 학살이 성공적으로 끝난 후에는 정주까지도 죽이려는 계획을 갖고 있었다는 사실을 모르고 있었다.

### 내용주
1. ↑  구사량이 원진과 다툼 끝에 원진을 폭행하고 상해를 입힌 환관이라는 것은 《신당서》에 수록되어 있는 원진과 구사량의 열전에 모두 기록되어 있다.[5] 그러나 《구당서》에 실린 원진의 열전에 의하면, 이 폭행 사건에 연루된 환관은 유사원(劉士元)이라는 환관이었다고 한다.[6]
2. ↑  신도비의 비명에 의하면, 구사량은 격구와 활쏘기를 잘하여, 황제로 모시고 놀이를 즐기고 오면 3번이나 내외오방사를 맡았다고 한다.[1]
3. ↑  이 일은 《구당서》에 수록된 왕수징의 열전에도 기록되어 있다.[11] 그러나 구사량 신도비의 비명에 의하면, 이 당시 구사량은 무창군(武昌軍, 본부는 지금의 호북성 무한시에 있었다) 감군(監軍) 환관으로 재직중이어서 장안에 있지 않았다가 이듬해 장안으로 돌아온 후에야 신책군(神策軍)의 우령군위장군이 되었다고 한다. 신도비에도 구사량이 문종 옹립에 참여했다는 언급이 없어, 정사의 기록과 서로 충돌한다.[1]
4. ↑  신도비의 비명에 의하면, 이때 구사량은 좌신책군 호군중위로 임명되면서 좌가공덕사(左街功德使)라는 직책도 겸임하게 되었다고 한다. 단, 좌령군위장군과 내시성 지성사 직함은 그대로 유지하였다. 그러다가 좌령군위장군에서 좌효위(左驍衛)장군으로 전임되었다고 한다(구체적인 시기는 미상). 단, 이때도 나머지 직함들은 그대로 유지하였다.[1]

### 참조주
1. 1 2 3 4 5 6 7 8 9 10 11 12 13 14 15 16 17 18 19 20  정훈(鄭薰), 《전당문》, 권0790. 〈내시성감(內侍省監) 초국공(楚國公) 구사량(仇士良) 신도비(神道碑)〉
2. ↑  《구당서》, 권18(상).
3. 1 2  중앙연구원 음양력 변환기
4. 1 2 3  《신당서》, 권207.
5. ↑  《신당서》, 권174.
6. ↑  《구당서》, 권166.
7. ↑  《자치통감》, 권243.
8. ↑  호삼성 음주(音注) 《자치통감》, 권243.
9. 1 2 3  《자치통감》, 권245.
10. 1 2 3  호삼성 음주(音注) 《자치통감》, 권245.
11. 1 2  《구당서》, 권184.
12. ↑  두목, 《전당문》, 권0755. 〈당나라 고(故) 태자소사(太子少師) 기장군 개국공(奇章郡開國公) 증(贈) 태위(太尉) 우승유(牛僧孺) 공(公) 묘지명(墓誌銘)과 서문(序文)〉
13. ↑  《구당서》, 권17(하).

## 참고 문헌
- 《신당서》, 권207.
- 《자치통감》, 권245, 246, 247.
- 호삼성 음주(音注) 《자치통감》, 권245, 246, 247.

- 정훈(鄭薰), 《전당문》, 권0790. 〈내시성감(內侍省監) 초국공(楚國公) 구사량(仇士良) 신도비(神道碑)〉